# Ashdon
Ashdon – wieś i civil parish w Anglii, w hrabstwie Essex, w dystrykcie Uttlesford. Leży 38 km na północ od miasta Chelmsford i 68 km na północny wschód od Londynu. W 2011 roku civil parish liczyła 893 mieszkańców. Ashdon jest wspomniana w Domesday Book (1086) jako Ascenduna.